# حادثه آلتمارک
حادثه آلتمارک (انگلیسی: Altmark incident) یک حادثه دریایی جنگ جهانی دوم بین ناوشکن‌های بریتانیایی و نفتکش آلمانی نفت‌کش آلتمارک بود که در ۱۶–۱۷ فوریه ۱۹۴۰ اتفاق افتاد. این حادثه در آب‌های بی‌طرف نروژ در آن زمان رخ داد. در کشتی آلتمارک حدود ۳۰۰ زندانی متحد (به‌طور رسمی بازداشت شدگان) حضور داشتند که کشتی‌هایشان توسط ناو کلاس دویچلند در اقیانوس اطلس جنوبی غرق شده بود. نیروهای دریایی بریتانیا با نفتکش و بعداً ناوشکن اچ‌ام‌اس کازاک (اف۰۳) به کشتی آلمانی در نزدیکی Jøssingfjord حمله کردند و همه اسیران را آزاد کردند و هشت دریانورد آلمانی را با سلاح گرم کشتند و ده نفر دیگر را زخمی کردند که پنج نفر از آنها حالشان وخیم بود. در این عملیات یک ملوان انگلیسی و یک ملوان نروژی نیز به شدت مجروح شدند. آلمان مدعی شد که این حمله نقض شدید قوانین بین‌المللی و بی‌طرفی نروژ است و در یک برنامه تبلیغاتی از «ذهنیت» چرچیل در تبریک گفتن به نیروی دریایی خود به دلیل «تیراندازی به مردان غیرمسلح» انتقاد کردند.